# Дзінґаса
Дзінґаса (яп. 陣笠 (じんがさ), МФА: [d͡ʑingasa], «бойовий капелюх») — тип японських шоломів, що походять від головного убору каса.

## Історія
Дзінґаса з'явився на початку 12-го століття, але увійшов у загальне користування в період Сенґоку. Особливу ж популярність дзінґаса набула у середині та наприкінці періоду Едо.

## Використання

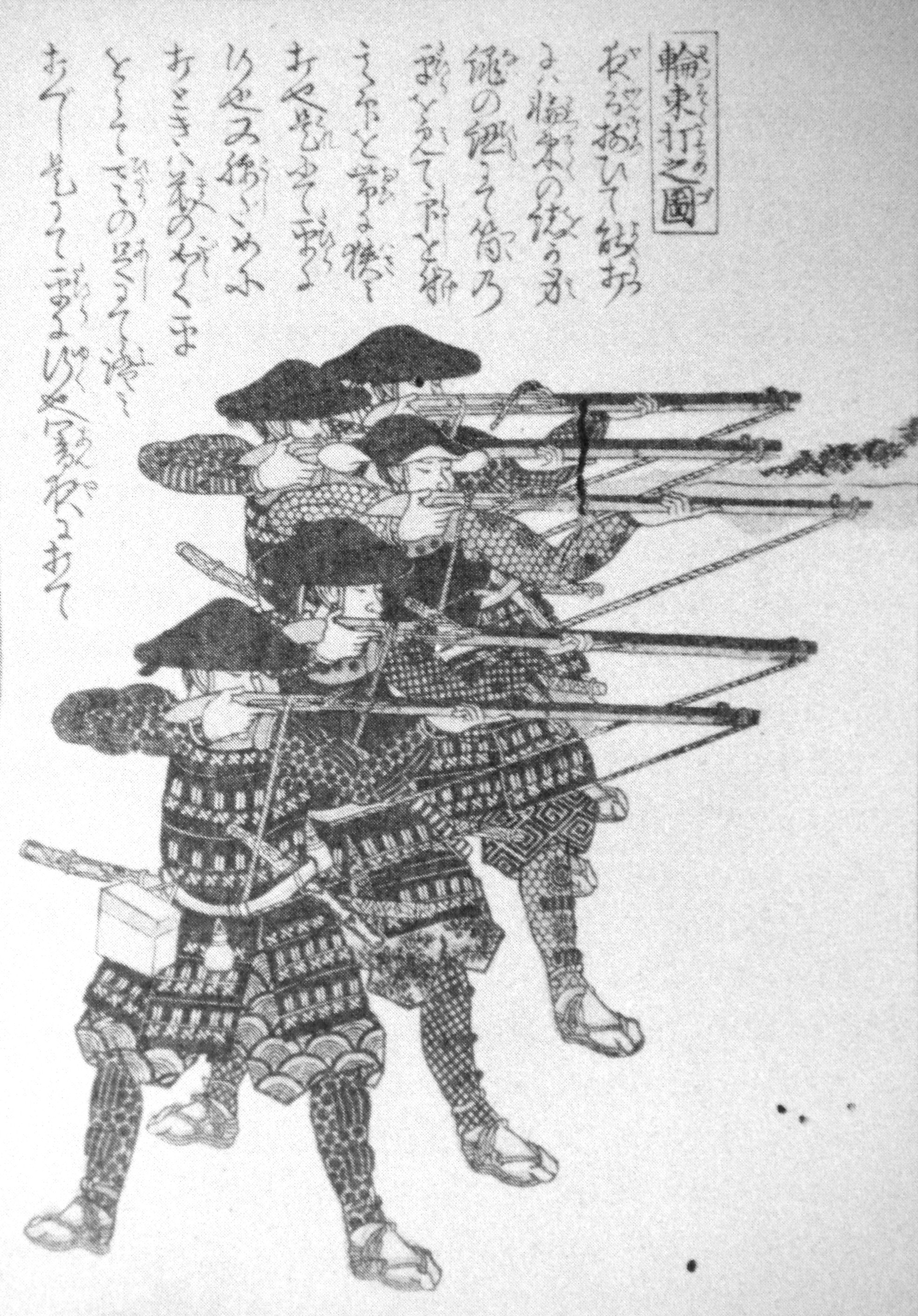
Асіґару у дзінґаса стріляють з аркебузів

Використовувався різними верствами населення Японії, від самураїв до простого народу. У самураїв дзінґаса не тільки виконував функцію шолома, але також показував соціальний статус, приналежність до клану. У простих самураїв дзінґаса була чорного кольору, у більш заслужених — червоного, у високопоставлених даймьо — золотого.
З введенням вогнепальної зброї особливого поширення дзінґаса набув у асіґару, в якості офіційного військового однострою. У асіґасу дзінґаса зазвичай була залізна, рідше шкіряна з елементами тканини широко.

## Опис
Зазвичай дзінґаса робився з металу або висушеної шкіри, покривався лаком та часто мав форму правильного конуса. Дзінґаса міг також бути зроблений з паперу, деревини або бамбука. Металевий шолом мав різні форми і, як правило, був зроблений з однієї металевої пластини. Вони могли бути гладкими, але часто покривалися карбуванням.
Відмінною особливістю дзінґаса була мала висота і дуже широкі поля шолома. При цьому криси (відігнуті краї шолома) і тулія (верхньої частини шолома) були одним цілим, а часто і не відрізняються один від одного. Зсередини шолом підкладався маленькою подушечкою дзабутон і прив'язувався двома ремінцями за петлі. Для захисту від сонця і дощу до обода дзінґаса кріпилася тканина, яка спадала на плечі, іноді прикріплювали кольчугу. Дзінґаса була більше розрахована на захист від сонячного світла та опадів, ніж від холодної зброї.
Часто дзінґаса були прикрашені мон (родинними знаками), що показували кланову приналежність. У самураїв нищих рагів дзінґаса був чорного, у середнього — червоного, у даймьо — золотого кольору.

## Різновиди
Варіацією конічного шолома був шолом бадзьо виконаний у стилі сінґен, названий так на ім'я Такеди Сінґена.
Виділяють кілька типів дзінґасу.
- Топпай дзінґаса — конічні або пірамідальні за формою, використовувались асіґару.
- Ітімондзьо чи хіра дзінґаса — мають плоску форму з невеликим піднесенням тулії.
- Бадзьо дзінґаса — шоломи-капелюхи для верхової їзди, з грибоподібною тулією, іноді з піднятими спереду крисами.
- Нірайма дзінґаса — легкий шолом, зшитий з двох однакових частин.
- Утідасі дзінґаса — дуже схожий на ітімондзьо тип.

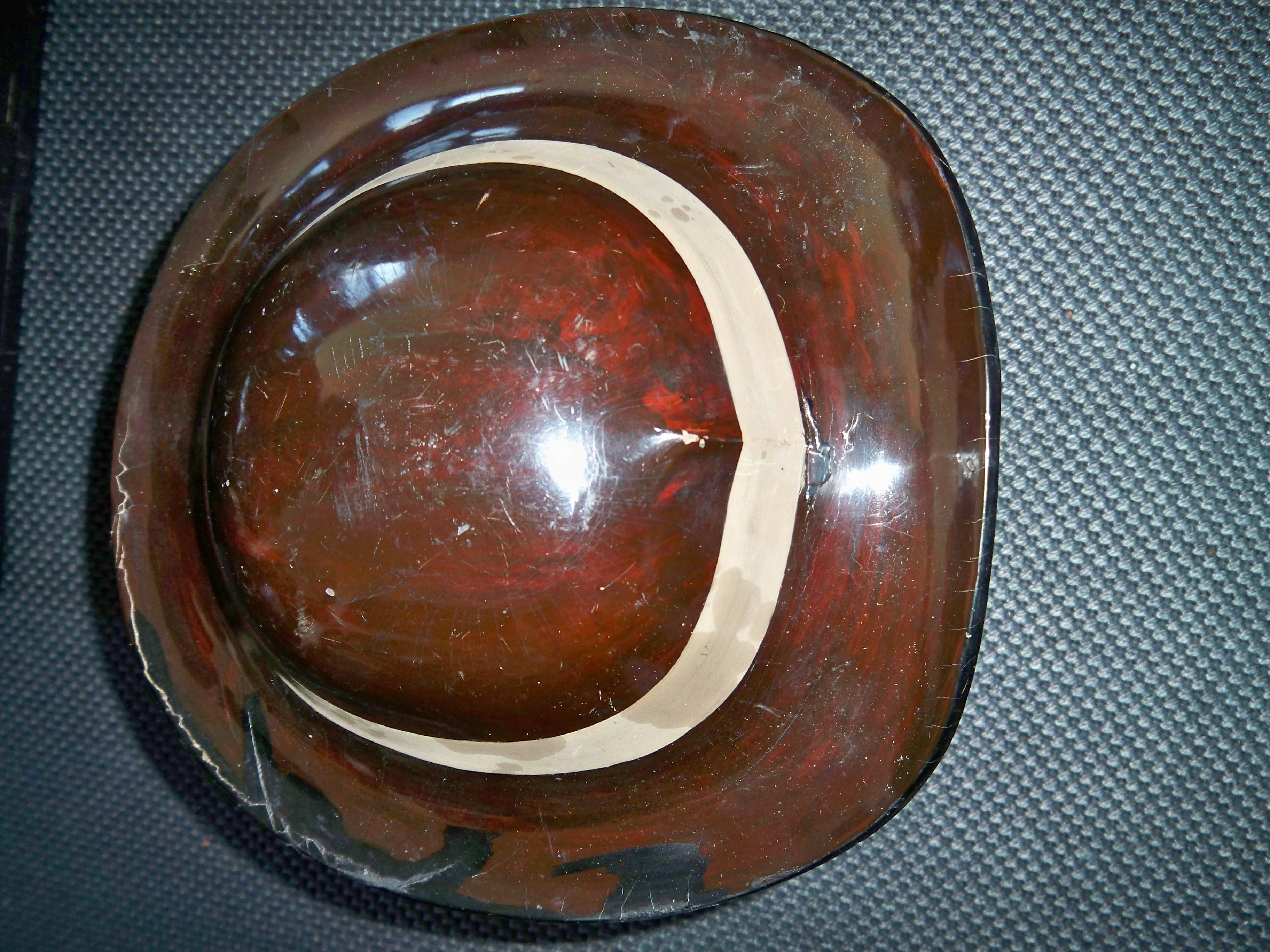
Бадзьо дзінґаса
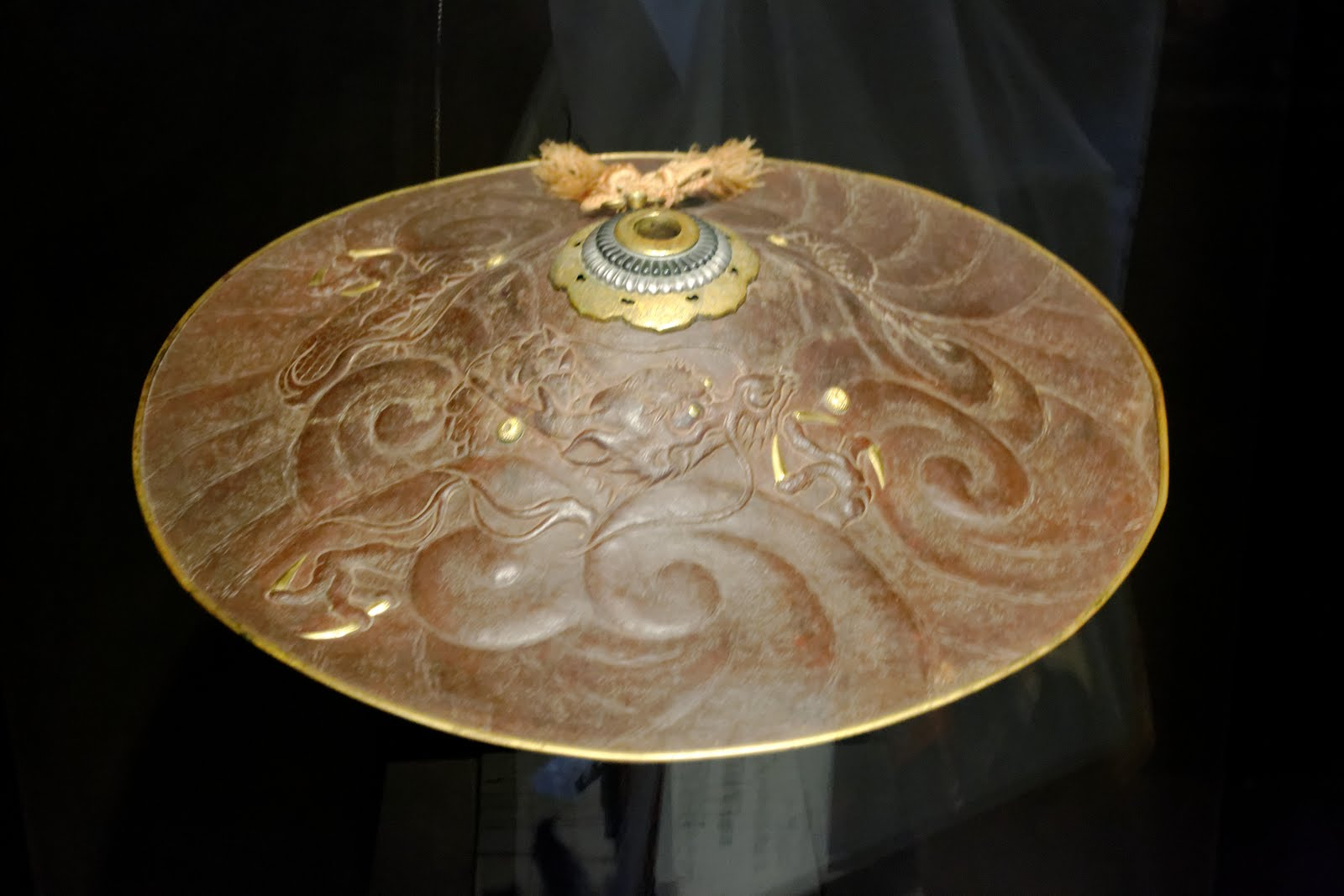
Хіра дзінґаса
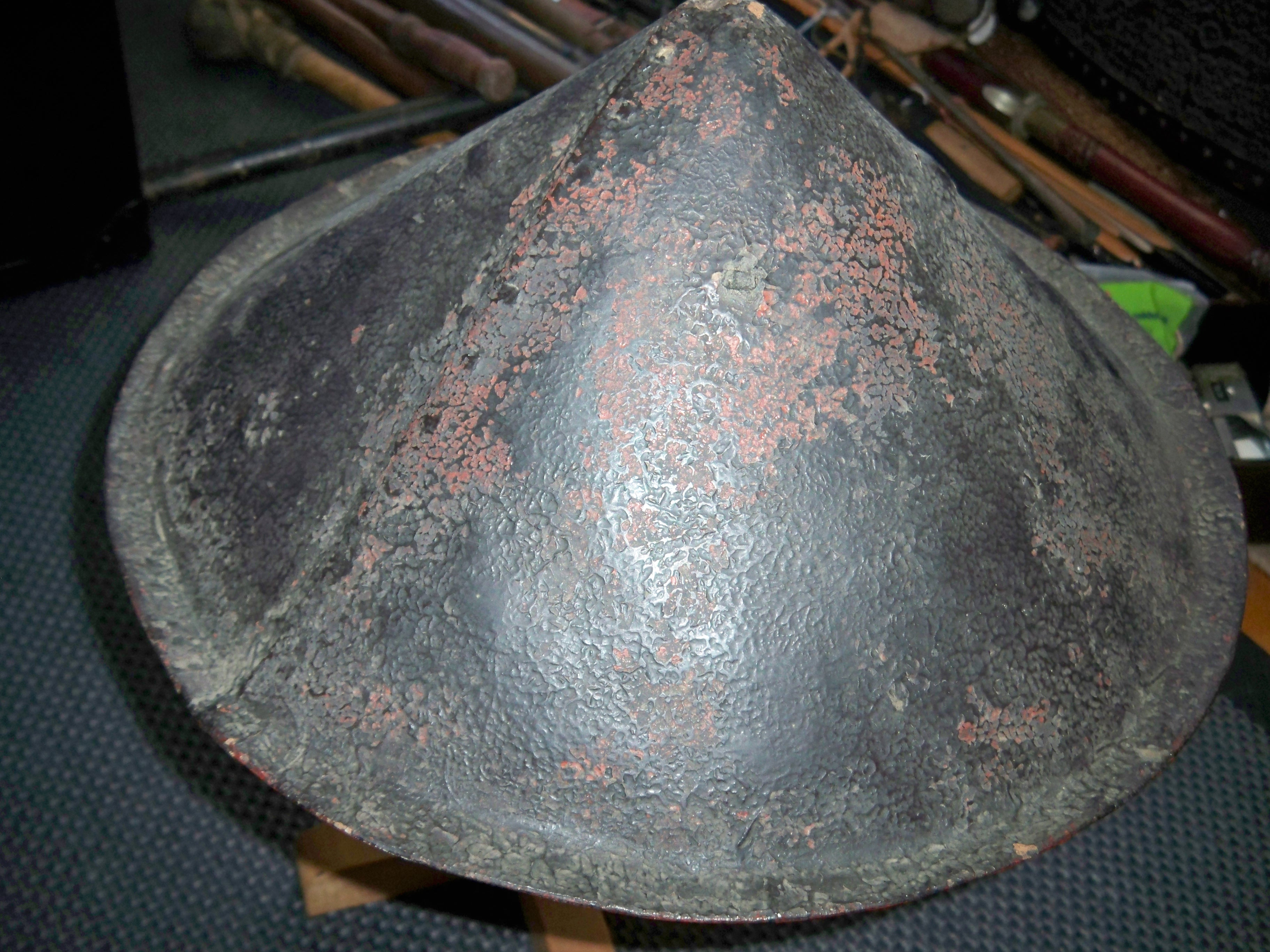
Шкіряна топпай дзінґаса
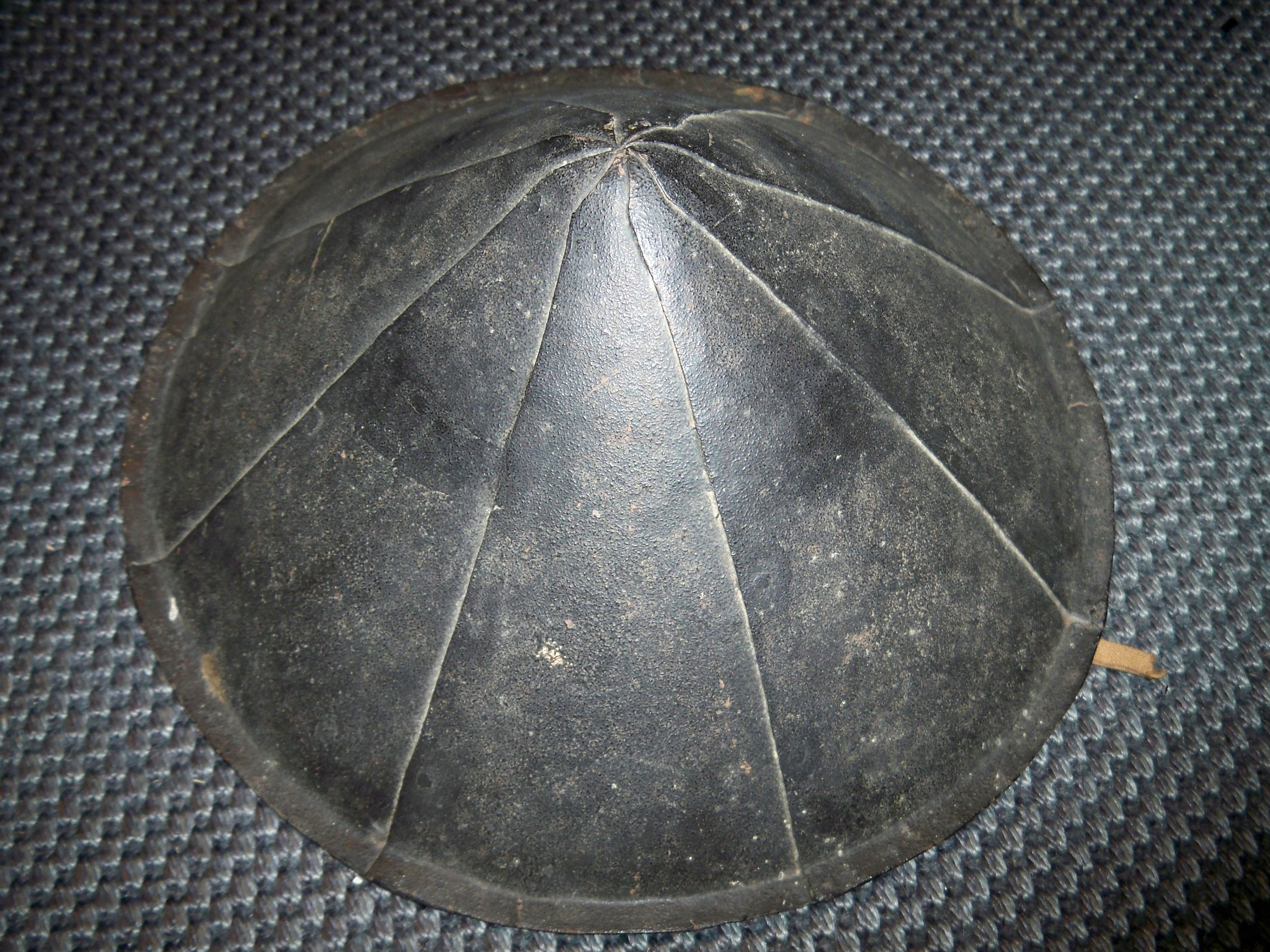
Металічна топпай дзінґаса
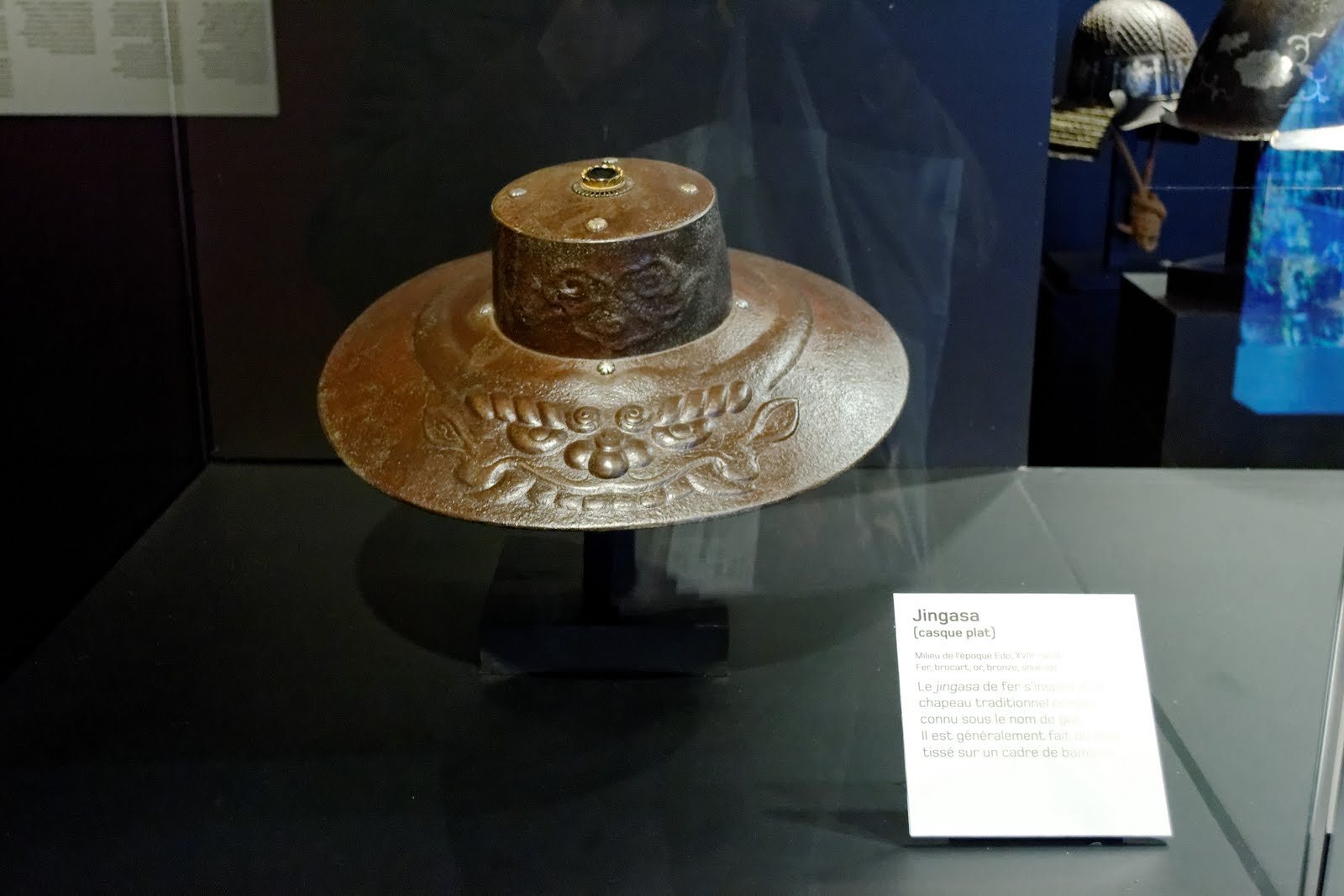
Утідасі дзінґаса
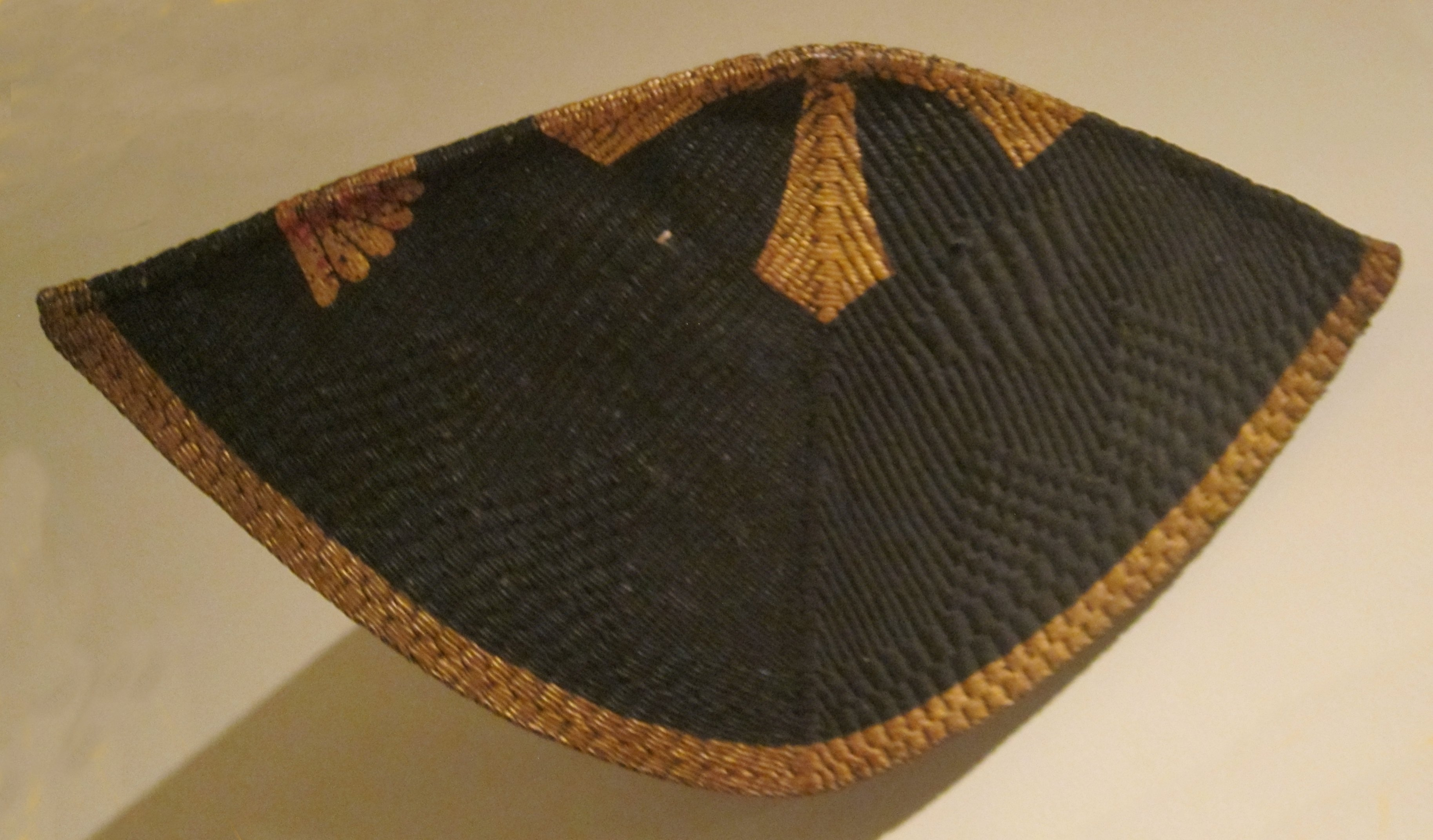
Нірайма дзінґаса